# Кульдурское городское поселение
Кульдурское городско́е поселе́ние — муниципальное образование в Облученском районе Еврейской автономной области Российской Федерации.
Административный центр — пгт Кульдур.

## История
Статус и границы городского поселения установлены Законом Еврейской автономной области от 26 ноября 2003 года № 229-ОЗ «О статусе и границе Облученского муниципального района»

## Население
| 2009  | 2010  | 2011  | 2012  | 2013  | 2014  | 2015  |
| ----- | ----- | ----- | ----- | ----- | ----- | ----- |
| 1862  | ↘1609 | ↘1603 | ↘1579 | ↘1551 | ↘1519 | ↘1465 |
| 2016  | 2017  | 2018  | 2019  | 2020  | 2021  | 2023  |
| ↘1457 | ↘1429 | ↘1392 | ↘1335 | ↘1318 | ↗1355 | ↗1358 |

## Состав городского поселения
| № | Населённый пункт | Тип населённого пункта      | Население |
| - | ---------------- | --------------------------- | --------- |
| 1 | Кульдур          | пгт, административный центр | ↗1358     |